# Bursimarka
Bursimarka est une localité du comté de Nordland, en Norvège.

## Géographie
Administrativement, Bursimarka fait partie de la kommune de Fauske.